# KUB arkitekter
KUB arkitekter grundades 2001 av arkitekterna Karl-Axel Johannesson, PerEric Persson och Håkan Trygged. Kontoret har sitt säte i Göteborg men verkar också på andra platser i Sverige. KUB:s kompetensområden är framförallt arkitektur, inredning och stadsplanering.
2005 vann kontoret Sveriges Arkitekters Bostadspris för ett flerbostadsprojekt på Godhemsberget i Majorna, Göteborg.
2010 gick Kasper Salin-priset till skivfilteranläggningen på Ryaverket, ritad av KUB.
2021 förvärvades KUB arkitekter av Arkitema AB.

## Projekt i urval
- Flerbostadshus på Godhemsberget, Göteborg, 2004
- Öckerö kommunhus, Öckerö, 2007
- JM showroom, Göteborg, 2008
- Skivfilteranläggning på Ryaverket, Göteborg, 2010
- Swedish Match produktionsanläggning, Kungälv, 2010

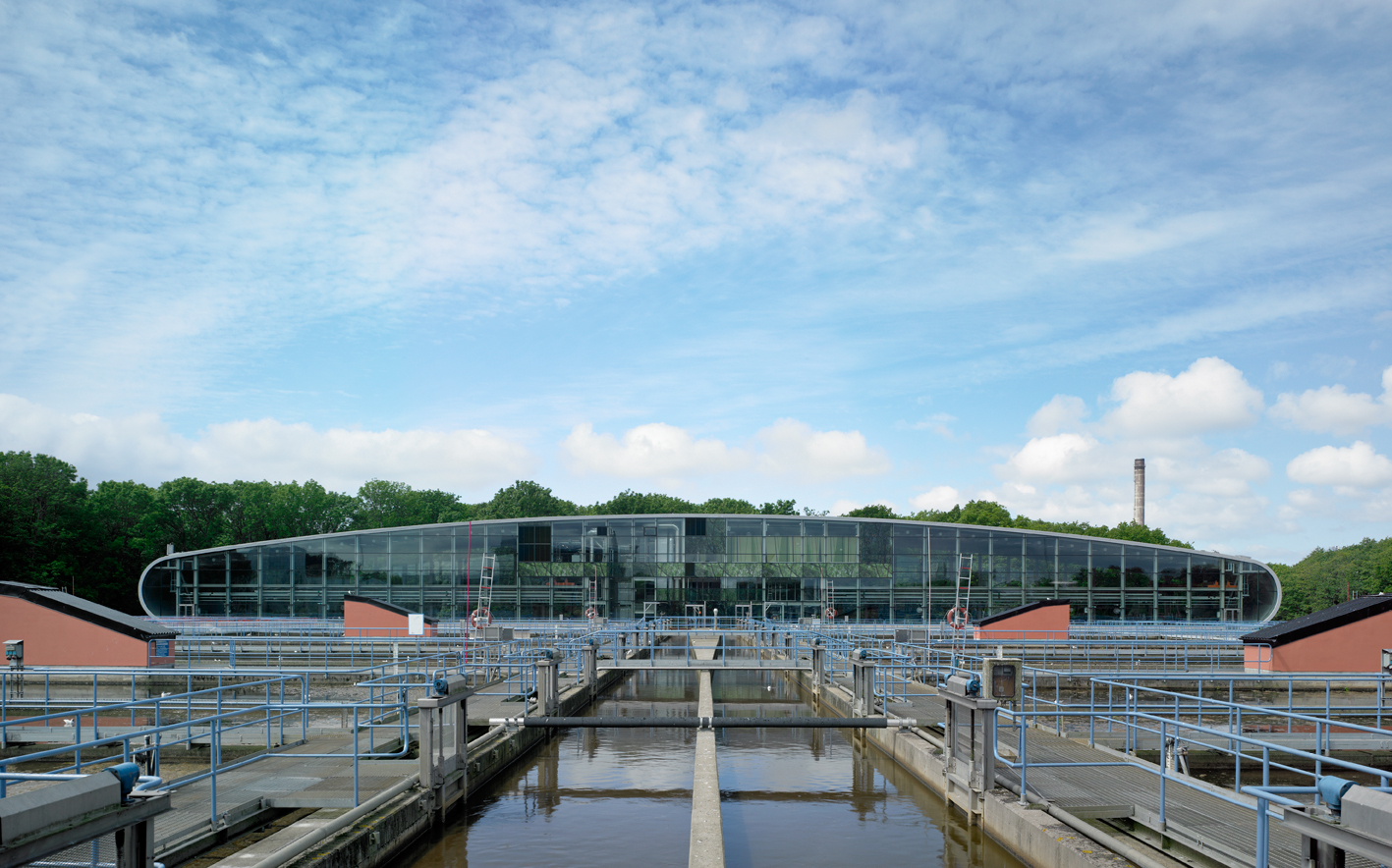
Ryaverket, Göteborg
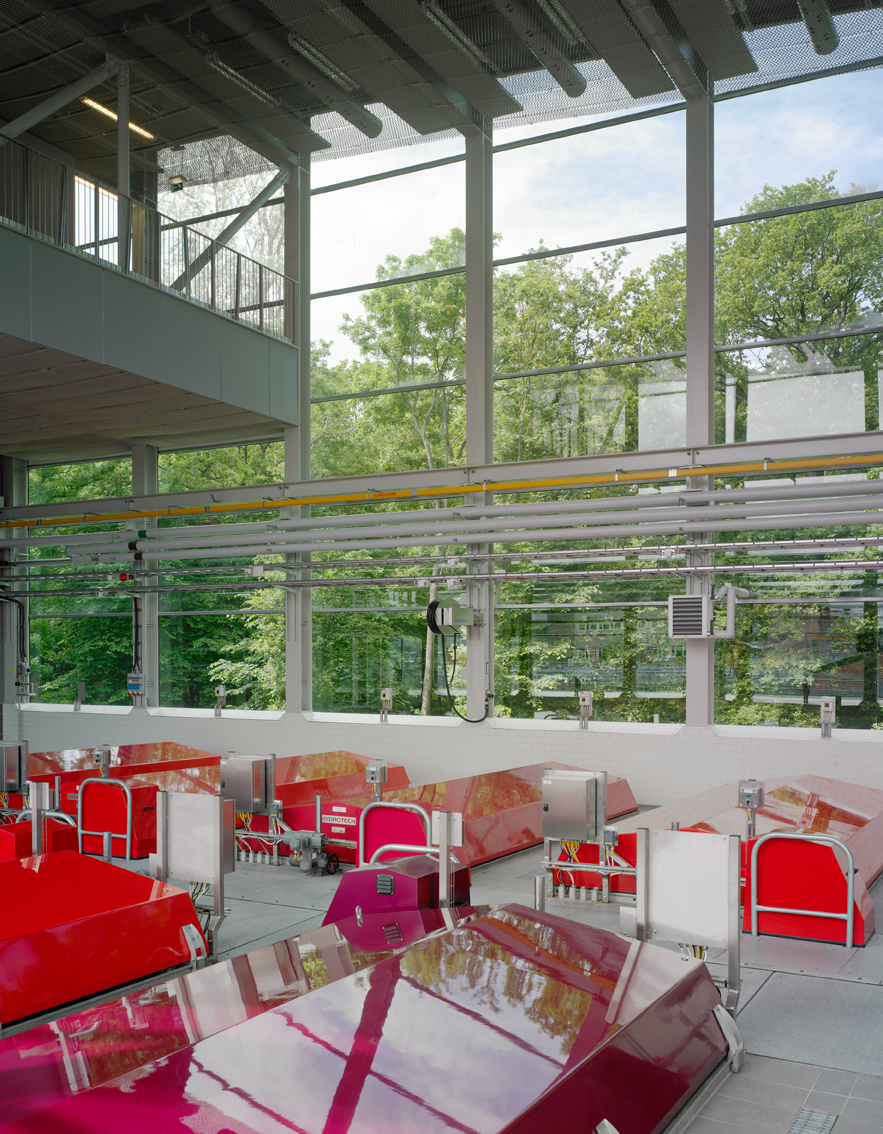
Ryaverket, Göteborg
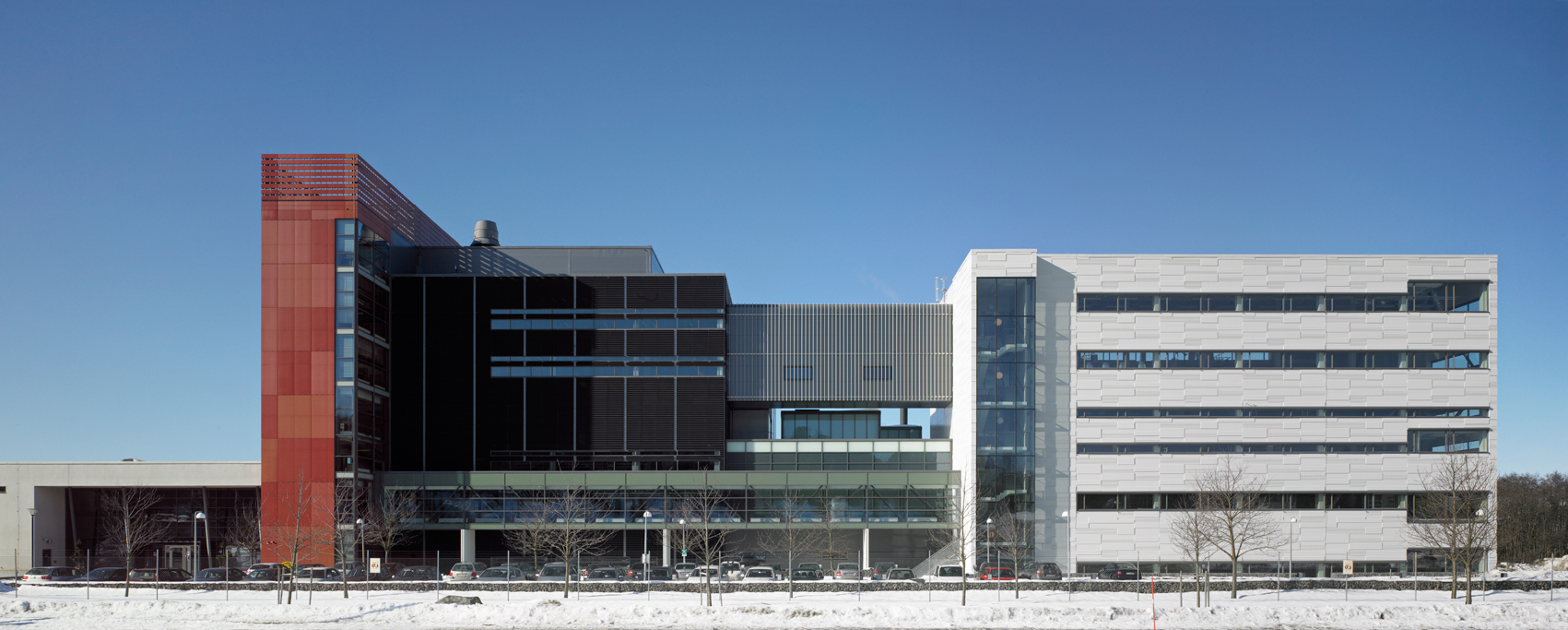
Produktionsanläggning, Kungälv
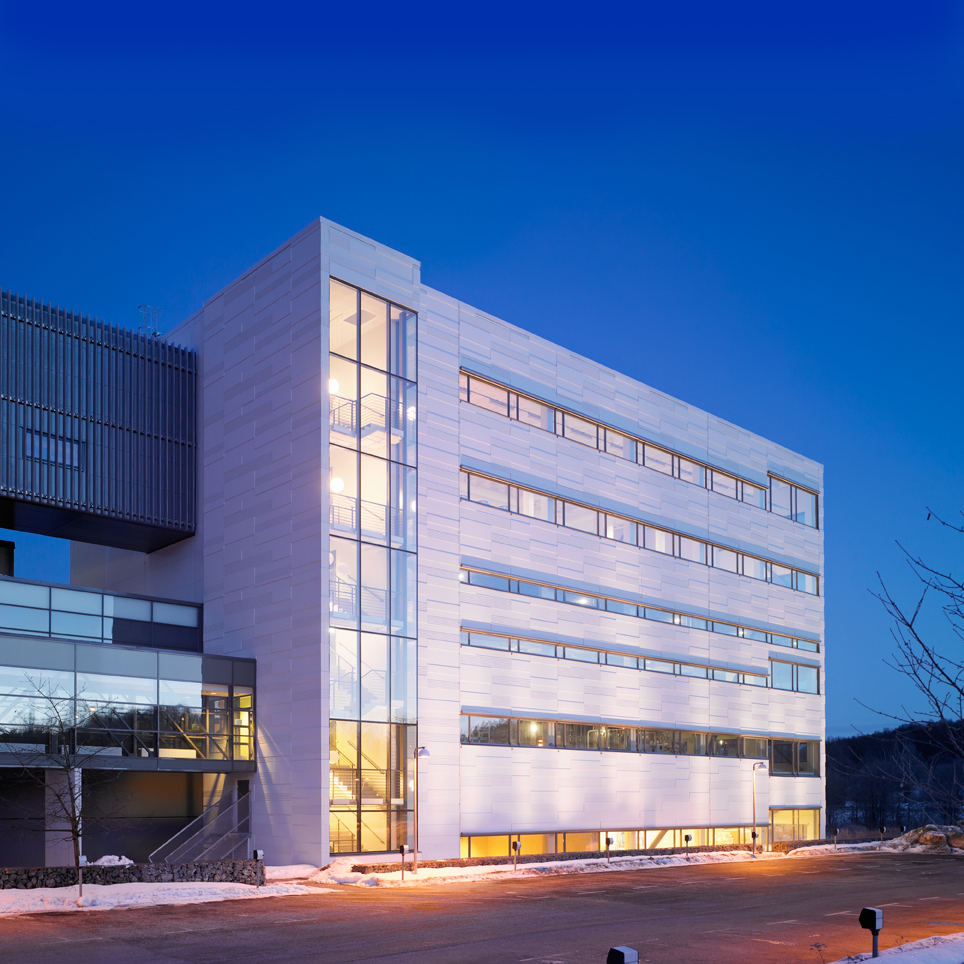
Produktionsanläggning, Kungälv
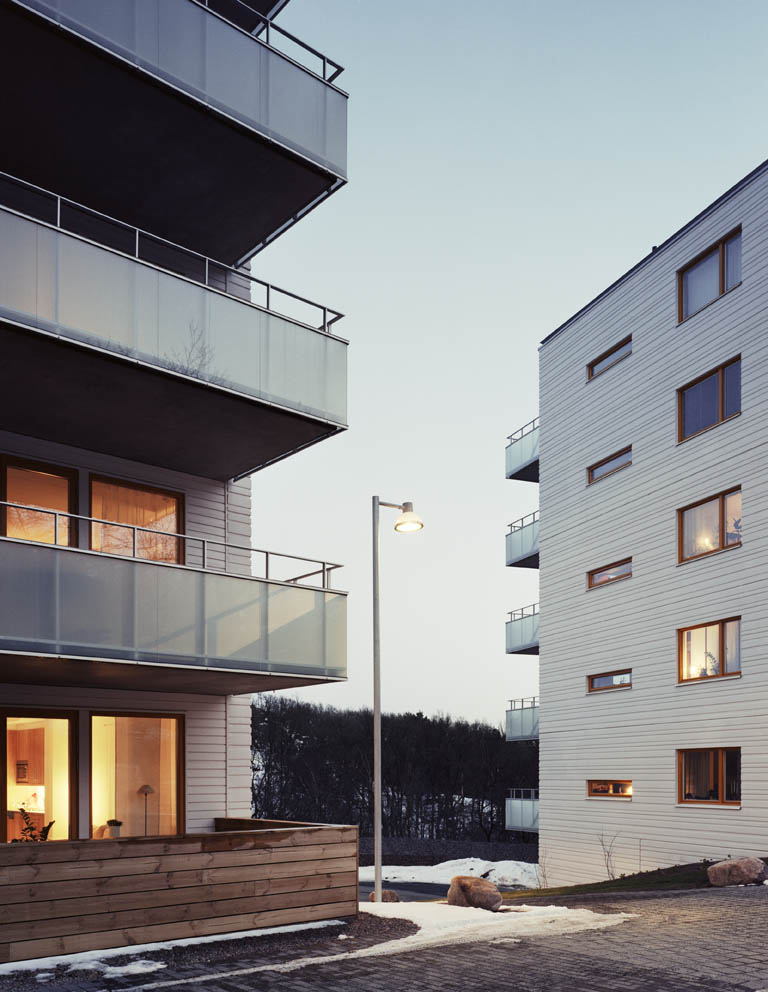
Flerbostadshus på Godhemsberget, Göteborg
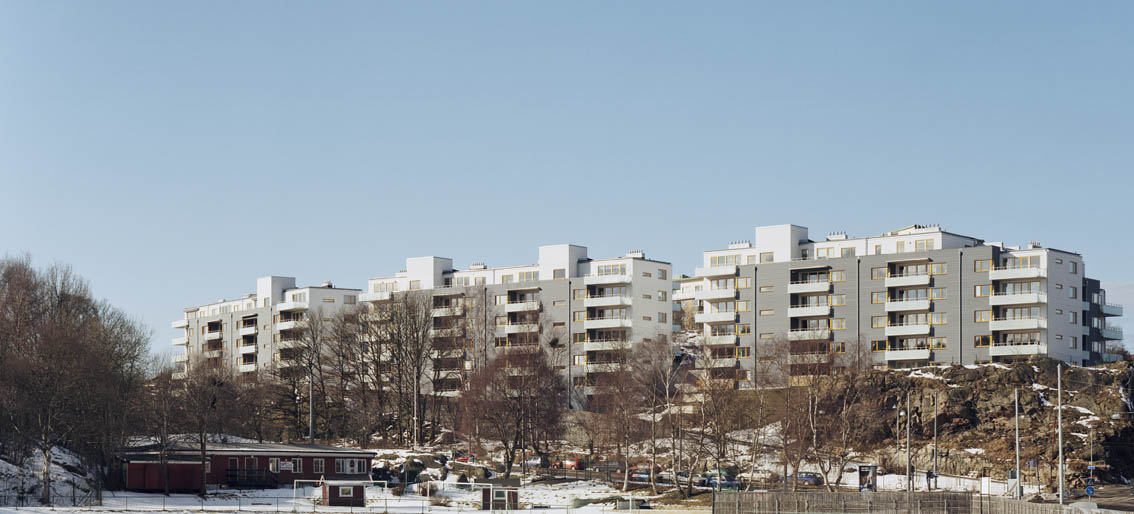
Flerbostadshus på Godhemsberget, Göteborg

## Utmärkelser
| År   | Instiftare                                       | Nominering                          | Projekt                                     | Placering |
| ---- | ------------------------------------------------ | ----------------------------------- | ------------------------------------------- | --------- |
| 2005 | Sveriges Arkitekter                              | Bostadspriset                       | Flerbostadshus på Godhemsberget, Göteborg   | Vinnare   |
| 2006 | Betongvaruindustrin                              | Betongvaruindustrins arkitekturpris | Flerbostadshus på Godhemsberget, Göteborg   | Nominerat |
| 2010 | Sveriges Arkitekter                              | Kasper Salin-priset                 | Skivfilteranläggning på Ryaverket, Göteborg | Vinnare   |
| 2011 | Stålbyggnadsinstitutet                           | Stålbyggnadspriset                  | Skivfilteranläggning på Ryaverket, Göteborg | Vinnare   |
| 2011 | European Convention for Constructional Steelwork | European Steel Design Award         | Skivfilteranläggning på Ryaverket, Göteborg | Vinnare   |
| 2011 | Sveriges Arkitekter Västra Götaland              | Helge Zimdalpriset                  | Skivfilteranläggning på Ryaverket, Göteborg | Vinnare   |
| 2011 | Per och Alma Olssons fond                        |                                     | Skivfilteranläggning på Ryaverket, Göteborg | Vinnare   |